# Віллі Кайзер
Вільгельм Густаф Кайзер (нім. Wilhelm Gustav Kaiser; 16 січня 1912 — 24 липня 1986) — німецький боксер, олімпійський чемпіон 1936 року. 

## Аматорська кар'єра
Олімпійські ігри 1936
- 1/8 фіналу. Переміг Гільєрмо Лопеса (Чилі)
- 1/4 фіналу. Переміг Фіделя Тріканіко (Уругвай)
- 1/2 фіналу. Переміг Альфредо Карломаньо (Аргентина)
- Фінал. Переміг Гавіно Матту (Італія)